# 扶州
扶州（ふしゅう）は、中国にかつて存在した州。隋代から唐代にかけて、現在の四川省九寨溝県一帯に設置された。

## 魏晋南北朝時代
北魏により設置された寧州を前身とする。西魏により鄧州と改称された。

## 隋代
隋初には、鄧州は4郡4県を管轄した。583年（開皇3年）、隋が郡制を廃すると、鄧州の属郡は廃止された。587年（開皇7年）、北周が設置した扶州が廃止され、嘉城県及び金崖県は鄧州に、交川県及び江潭県はそれぞれ会州に移管された。同年、鄧州は扶州と改称された。606年（大業2年）に芳州が廃止され、その管轄地域が扶州に移管された。607年（大業3年）に州が廃止されて郡が置かれると、扶州は同昌郡と改称され、下部に7県を管轄した。隋代の行政区分に関しては下表を参照。
| 隋代の行政区画変遷 | 隋代の行政区画変遷 | 隋代の行政区画変遷 | 隋代の行政区画変遷 | 隋代の行政区画変遷 | 隋代の行政区画変遷 | 隋代の行政区画変遷 | 隋代の行政区画変遷 | 隋代の行政区画変遷 | 隋代の行政区画変遷                                             |
| 区分               | 開皇元年           | 開皇元年           | 開皇元年           | 開皇元年           | 開皇元年           | 開皇元年           | 開皇元年           | 区分               | 大業3年                                                        |
| ------------------ | ------------------ | ------------------ | ------------------ | ------------------ | ------------------ | ------------------ | ------------------ | ------------------ | -------------------------------------------------------------- |
| 州                 | 鄧州               | 鄧州               | 鄧州               | 鄧州               | 扶州               | 芳州               | 芳州               | 郡                 | 同昌郡                                                         |
| 郡                 | 鄧寧郡             | 鉗川郡             | 封統郡             | 昌寧郡             | 竜涸郡             | 深泉郡             | 恒香郡             | 県                 | 尚安県 鉗川県 同昌県 帖夷県 嘉城県 金崖県 封徳県 常芬県 丹嶺県 |
| 県                 | 尚安県             | 鉗川県             | 同昌県             | 帖夷県             | 嘉城県 金崖県      | 封徳県 理定県      | 常芬県 恒香県      | 県                 | 尚安県 鉗川県 同昌県 帖夷県 嘉城県 金崖県 封徳県 常芬県 丹嶺県 |

## 唐代
618年（武徳元年）、唐により同昌郡は扶州と改められた。742年（天宝元年）、扶州は同昌郡と改称された。758年（乾元元年）、同昌郡は扶州の称にもどされた。扶州は剣南道に属し、同昌・万全・鉗川・帖夷の4県を管轄した。乾元年間以後に扶州は吐蕃に占領された。848年（大中2年）、山南西道節度使の鄭涯が扶州を奪回した。